# Hans Albers
Pour les articles homonymes, voir Albers.
Hans Philipp August Albers, né le 22 septembre 1891 à Hambourg et mort le 24 juillet 1960 à Kempfenhausen, près de Starnberg, est un acteur et chanteur allemand.

## Biographie

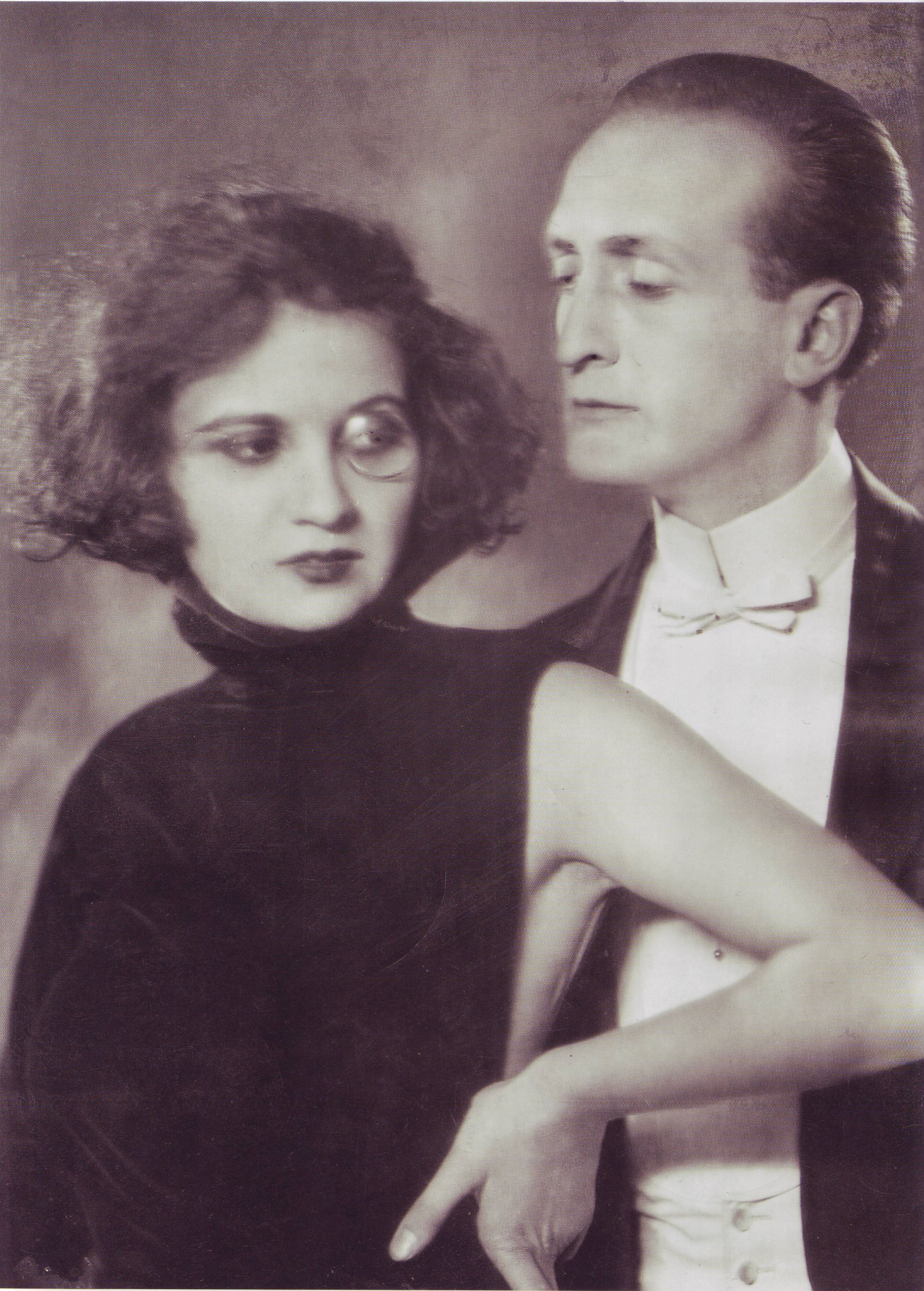
Hans Albers, en compagnie de la danseuse Jenny Steiner

Fils d’un boucher de Hambourg, il abandonne sa formation d’agent commercial pour se consacrer au théâtre. En 1914, il devient la vedette du Thalia Theater de sa ville. L’année suivante, il combat sur le front Ouest. Blessé en 1917, il reprend ses activités de comédien, se produisant dans des pièces de boulevard, des revues musicales et des opérettes, car il est aussi un excellent chanteur.
Il commence sa carrière cinématographique dès 1915, et obtient rapidement des premiers rôles comme dans Das Lied der Colombine (1918) ou dans Die Dreizehn (1918) d'après Balzac. Dans les années 20 sa carrière peine à décoller. Il interprète cependant des rôles de séducteur ou de jeune homme dynamique, notamment dans les films de Frederic Zelnik comme Die Venus von Montmartre (1925) ou An der schönen blauen Donau (1926).
En 1928, il travaille à Berlin pour le Deutsches Theater de Max Reinhardt, et connaît son premier succès personnel avec la pièce Die Verbrecher. Au cinéma, il est toujours très demandé, et joue notamment dans une coproduction germano-suédoise, En Perfekt Gentleman (1927), dans Eine Dubarry von Heute (Une Dubarry moderne) (1927), et Prinzessin Olala (1928), tous deux avec une Marlene Dietrich encore inconnue, et dans Asphalt (1929), de Joe May, où il est un des voleurs. L’année suivante, il s’impose définitivement, avec son rôle de Mazeppa, aux côtés de Marlene Dietrich et Emil Jannings, dans Der blaue Engel (L’Ange Bleu).
Avec le parlant, Albers est désormais une vedette, passant de la comédie aux adaptations shakespeariennes, du western aux fresques historiques. Il partage l’affiche avec Lilian Harvey dans Quick (1932), Sybille Schmitz dans FP1 antwortet nicht (FP1 ne répond plus) (1932), Brigitte Helm dans Gold (L’Or ) (1934). En 1935, les Nazis le contraignent à se séparer de sa compagne Hansi Burg qui doit s’exiler.
En 1937, il interprète un escroc se faisant passer pour Sherlock Holmes dans Der Mann, der Sherlock Holmes war (On a arrêté Sherlock Holmes), aux côtés de son ami Heinz Rühmann. Mais il est surtout connu pour sa magnifique interprétation de l’excentrique Baron Münchhausen dans Münchhausen (1942), un pamphlet anti-militariste de Josef von Báky, peu apprécié par le régime nazi. A la fin de la Guerre, il retrouve Hansi Burg, mais est un moment inquiété par les autorités de dénazification. Finalement blanchi, il poursuit sa carrière avec brio jusqu’à la fin de sa vie.

## Filmographie

### Films muets

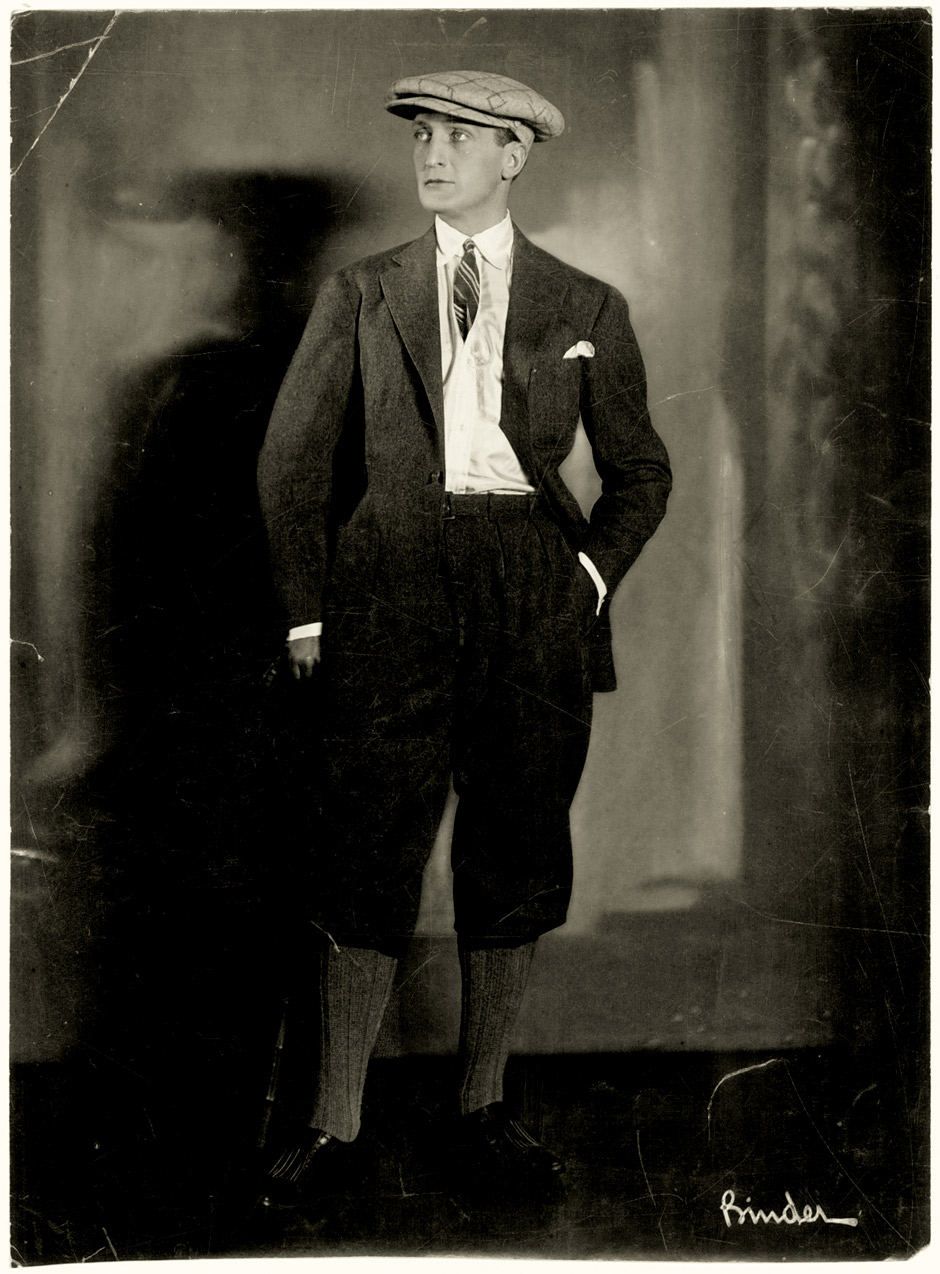
Hans Albers en 1922, photographié par Alexander Binder.

- 1915 : Jahreszeiten des Lebens de Franz Hofer
- 1917 : Die Tochter der Gräfin Stachowska (Otto Rippert, avec Werner Krauss et Hella Moja)
- 1918 : Der Mut zur Sünde (Heinrich Bolten-Baeckers, Robert Leffler)
- 1918 : Sadja (Adolf Gärtner et Erik Lund, avec Eva May)
- 1918 : Liebe und Leben, 1re partie : Die Seele des Kindes (Walter Schmidthässler, avec Käthe Haack)
- 1918 : Leuchtende Punkte (Georg Alexander, avec Aud Egede Nissen)
- 1918 : Halkas Gelöbnis (Alfred Halm, avec Lya Mara)
- 1918 : Der Fluch des Nuri / Das Lied der Nisami (Carl Boese)
- 1919 : Aus eines Mannes Mädchenjahren (Karl Grune, Paul Legband)
- 1920 : Der Schuß aus dem Fenster
- 1920 : Das Grand Hotel Babylon (Ewald André Dupont)
- 1920 : Die 999. Nacht (Fred Sauer, avec Erna Morena) : Nureddin
- 1922 : Der böse Geist Lumpaci Vagabundus (Carl Wilhelm) : Lumpaci Vagabundus
- 1922 : Menschenopfer (Carl Wilhelm)
- 1922 : Der falsche Dimitri (Le Faux Dimitri) (Hans Steinhoff, avec Alfred Abel et Eugen Klöpfer) : le comte Iarolensky
- 1923 : Irene d'Or (Kal Sander, Friedrich Zelnik)
- 1923 : Fräulein Raffke de Richard Eichberg (avec Lydia Potechina et Werner Krauss)
- 1923 : Inge Larsen (Hans Steinhoff, avec Henny Porten)
- 1924 : Das Testament des Joe Sivers / Testament des Ive Sievers (Conrad Wiene)
- 1925 : Ein Sommernachtstraum de Hans Neumann (avec Werner Krauss) : Demetrius
- 1925 : Der König und das kleine Mädchen (Nunzio Malasomma)
- 1925 : Vorderhaus und Hinterhaus (Richard Oswald, Carl Wilhelm) : Otto Flaschenhals
- 1925 : Das Mädchen mit der Protektion (Max Mack, avec Ossi Oswalda et Willy Fritsch)
- 1926 : Es blasen die Trompeten / Husarenliebe (Carl Boese)
- 1926 : Die Gesunkenen (Rudolf Walther-Fein, Rudolf Dworsky, avec Asta Nielsen, Olga Tschechowa et Otto Gebühr)
- 1926 : Der Mann aus dem Jenseits (Manfred Noa, avec Paul Wegener)
- 1926 : An der schönen blauen Donau (Friedrich Zelnik, avec Lya Mara)
- 1926 : Nur eine Tänzerin (Bara en danserska) (Olof Molander, avec Lil Dagover)
- 1926 : Die Warenhausprinzessin (Heinz Paul, avec Hella Moja)
- 1926 : Die versunkene Flotte (Manfred Noa, avec Heinrich George)
- 1927 : En perfekt gentleman (Vilhelm Bryde, Gösta Ekman, avec La Jana) : Jacques Renard
- 1927 : Die Frau die nicht nein sagen kann (Fred Sauer, avec Lee Parry et Gustav Fröhlich)
- 1927 : Une Dubarry moderne (Eine Dubarry von heute) d'Alexander Korda : le premier amant de Toinette
- 1927 : Die Villa im Tiergarten (Franz Osten, avec Aud Egede Nissen) :le baron Etville
- 1927 : Primanerliebe (Robert Land, avec Fritz Kortner)
- 1927 : Üb’ immer Treu’ und Redlichkeit (Reinhold Schünzel, avec Reinhold Schünzel et Rosa Valetti)
- 1927 : Der goldene Abgrund / Schiffbrüchige des Lebens (Mario Bonnard, avec Liane Haid) : le baron Armand
- 1928 : Princesse Olala (Prinzessin Olala) de Robert Land
- 1928 : Rasputins Liebesabenteuer de Martin Berger
- 1928 : Frauenarzt Dr. Schäfer (Jacob Fleck, Luise Fleck)
- 1928 : Herr Meister und Frau Meisterin (Alfred Theodor Mann, avec Maly Delschaft) : Arthur Burger
- 1928 : Saxophon-Susi (Karel Lamač, mit Anny Ondra)
- 1928 : Weib in Flammen (Max Reichmann, avec Olga Tschechowa)
- 1929 : Asphalte (Asphalt) (Joe May, avec Gustav Fröhlich und Betty Amann) : un voleur
- 1929 : Mascottchen (Felix Basch, avec Käthe von Nagy) : Antoine, le chef de rayon
- 1929 : Vererbte Triebe: Der Kampf ums neue Geschlecht / Erbsünde (Gustav Ucicky)
- 1929 : Drei machen ihr Glück / Teure Heimat (Carl Wilhelm, avec Hans Brausewetter et Renate Müller)
- 1929 : Le Meneur de joies

### Films parlants
- 1929 : Die Nacht gehört uns (Carl Froelich, Henry Roussel, avec Charlotte Ander) : Harry Bredow
- 1930 : L'Ange bleu (Der blaue Engel) (Josef von Sternberg, avec Emil Jannings et Marlene Dietrich) : Mazeppa
- 1930 : Der Greifer (Richard Eichberg, avec Charlotte Susa) : Sgt. Harry Cross
- 1930 : Hans in allen Gassen (Carl Froelich, avec Camilla Horn) : Hans Steindecker
- 1931 : Drei Tage Liebe (Heinz Hilpert, avec Käthe Dorsch) : Franz
- 1931 : Bomben auf Monte Carlo (Hanns Schwarz, avec Heinz Rühmann) : Craddock
- 1931 : Der Draufgänger (Richard Eichberg, avec Marta Eggerth) : Hans Röder, Hafenpolizist
- 1932 : Der weiße Dämon / Rauschgift (Kurt Gerron, avec Gerda Maurus et Peter Lorre) : Heini Gildemeister
- 1932 : Der Sieger (Hans Hinrich, Paul Martin, avec Käthe von Nagy) : Hans Kühnert
- 1932 : Monte Carlo Madness (Hanns Schwarz, englische Version von „Bomben auf Monte Carlo“) : Capt. Erickson
- 1932 : Quick (Robert Siodmak, avec Lilian Harvey) : Quick
- 1932 : F.P.1 antwortet nicht (Karl Hartl, avec Sybille Schmitz et Paul Hartmann) : Ellissen
- 1933 : Heut kommt's drauf an (Kurt Gerron) : Hannes Eckmann
- 1933 : Un certain M. Grant (Ein gewisser Herr Grant) (Gerhard Lamprecht, avec Albert Bassermann, Karin Hardt et Olga Tschechowa) : Ein Gewisser Herr Grant
- 1933 : Les Fugitifs (Flüchtlinge) (Gustav Ucicky, avec Käthe von Nagy et Eugen Klöpfer) : Arneth
- 1934 : Gold (Karl Hartl, avec Brigitte Helm et Friedrich Kayßler) : Werner Holk
- 1934 : Peer Gynt (Fritz Wendhausen, avec Lucie Höflich et Marieluise Claudius) : Peer Gynt
- 1935 : Henker, Frauen et Soldaten (Johannes Meyer, avec Charlotte Susa) : Rittmeister Michael von Prack / Gen. Alexej Alexandrowitsch von Prack
- 1935 : Variété (Nicolas Farkas, avec Annabella et Attila Hörbiger) : Pierre
- 1936 : Unter heißem Himmel (Gustav Ucicky, avec Lotte Lang) : Capt. Kellersperg
- 1936 : Savoy-Hotel 217 (Gustav Ucicky, avec Gusti Huber et Brigitte Horney) : Andrei Volodkin
- 1937 : Die gelbe Flagge (Gerhard Lamprecht, avec Olga Tschechowa et Dorothea Wieck) : Peter Diercksen
- 1937 : Der Mann, der Sherlock Holmes war (Karl Hartl, avec Heinz Rühmann et Siegfried Schürenberg) : Morris Flint alias Sherlock Holmes
- 1938 : Sergeant Berry (Herbert Selpin, avec Herma Relin) : Produzent, Darsteller (Sgt. Mecki Berry alias Mecki Brown)
- 1938 : Les Gens du voyage (Fahrendes Volk) (Jacques Feyder, avec Françoise Rosay et Camilla Horn) : Fernand
- 1939 : Wasser für Canitoga (Herbert Selpin, avec Charlotte Susa) : Oliver Montstuart
- 1939 : Ein Mann auf Abwegen (Herbert Selpin, avec Charlotte Thiele) : Percival Pattersson
- 1940 : Trenck, der Pandur (Herbert Selpin, avec Käthe Dorsch et Sybille Schmitz) : Trenck
- 1941 : Carl Peters (Herbert Selpin, avec Karl Dannemann et Herbert Hübner) : Dr Carl Peters
- 1943 : Münchhausen (Josef von Báky, avec Brigitte Horney et Ilse Werner) : Baron Münchhausen
- 1944 : La Paloma (Große Freiheit Nr. 7) (Helmut Käutner, avec Ilse Werner et Hans Söhnker) : Hannes Kroeger
- 1945 : Shiva et die Galgenblume (Hans Steinhoff, 1945 unvollendet, 1992 von Hans Georg Andres et Michaela Krützen fertiggestellt)

### Films d'après-guerre
- 1947 : …und über uns der Himmel (Josef von Báky, avec Paul Edwin Roth et Lotte Koch) – Hans Richter
- 1950 : Föhn / Sturm in der Ostwand (Rolf Hansen, avec Liselotte Pulver et Adrian Hoven) – Dr Johannes Jensen
- 1950 : Vom Teufel gejagt (Viktor Tourjansky, avec Willy Birgel et Lil Dagover) – Dr Blank
- 1951 : Blaubart (Christian-Jaque, avec Cécile Aubry et Fritz Kortner)
- 1952 : Nachts auf den Straßen (Rudolf Jugert, avec Hildegard Knef) – Heinrich Schlueter
- 1953 : Jonny rettet Nebrador (Rudolf Jugert, avec Margot Hielscher) – Gen. Jonny Oronta
- 1953 : Käpt'n Bay-Bay (Helmut Käutner, avec Bum Krüger et Lotte Koch) – Käpt'n Bay-Bay
- 1954 : An jedem Finger zehn (Erik Ode, avec Germaine Damar) – Singer
- 1954 : Boulevard des plaisirs (Wolfgang Liebeneiner, avec Heinz Rühmann) – Hannes Wedderkamp
- 1955 : Mon premier amour (Der letzte Mann) (Harald Braun, avec Romy Schneider, Rudolf Forster et Joachim Fuchsberger) – Karl Knesebeck
- 1956 : Vor Sonnenuntergang (Gottfried Reinhardt, avec Annemarie Düringer) – Generaldirektor Mathias Clausen
- 1957 : Les Fiancés de la mort (I fidanzati della morte) (Romolo Marcellini, avec Rik Battaglia et Sylva Koscina) – Lorenzo
- 1957 : Les Fredaines du capitaine (de) (Rolf Thiele, avec Marion Michael et Gert Fröbe) – Baron Gisbert von Bomberg
- 1957 : Das Herz von St. Pauli (Eugen York, avec Hansjörg Felmy et Gert Fröbe) – Käpt'n Jonny Jensen
- 1958 : L'Étau (Der Greifer) (Eugen York, avec Hansjörg Felmy) – Otto Friedrich Dennert
- 1958 : Der Mann im Strom (Eugen York, avec Gina Albert) – Paul Hinrichs
- 1958 : Dreizehn alte Esel / Dreizehn kleine Esel und der Sonnenhof (Hans Deppe, avec Marianne Hoppe et Karin Dor) – Josef Krapp
- 1960 : Cambriolage en musique (Kein Engel ist so rein) (Wolfgang Becker, avec Sabine Sinjen et Peter Kraus) – Dr. Zilinsky

## Discographie
1959
- Es ist egal Aufnahme: 1959

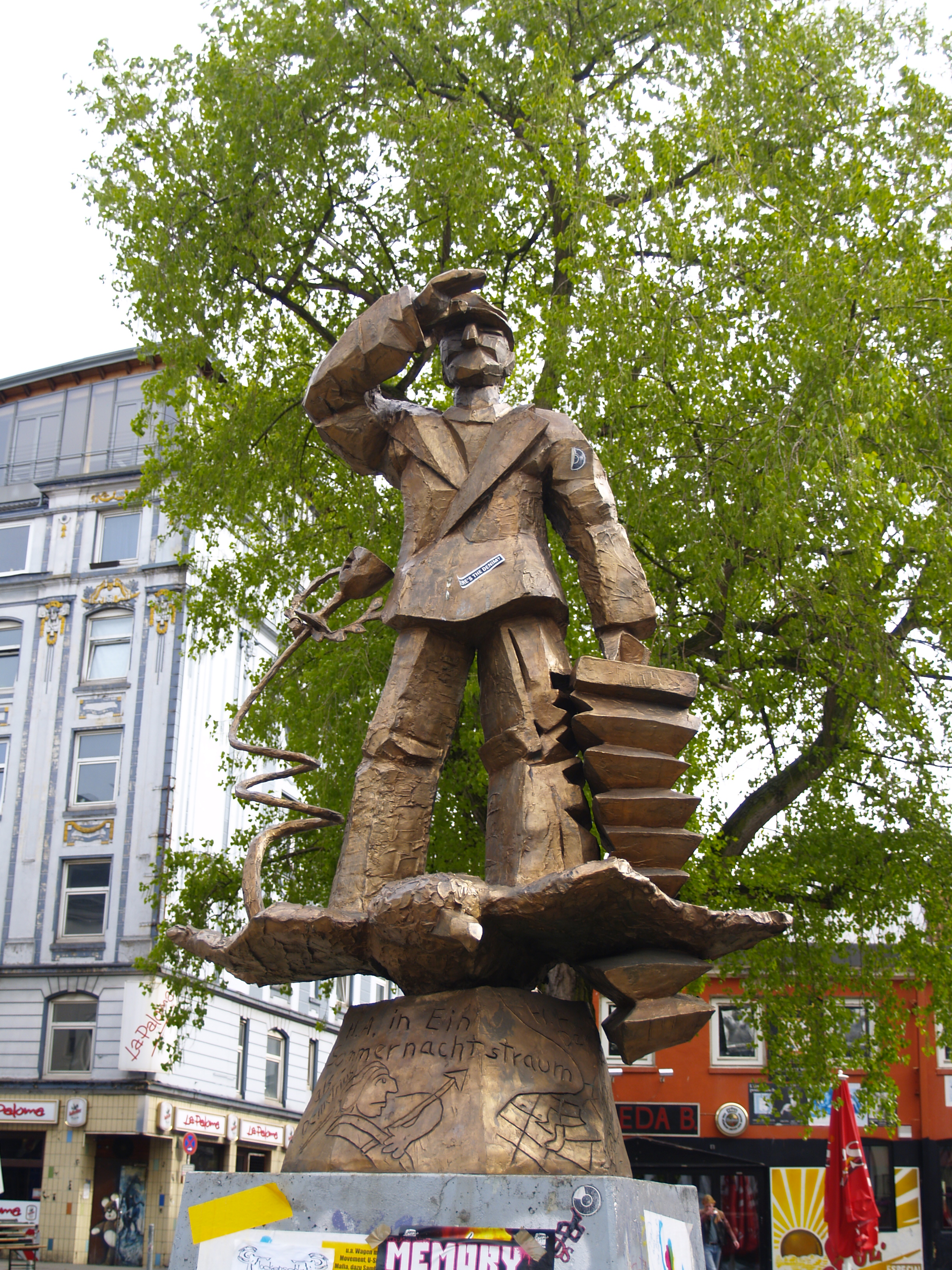
Statue en l'honneur de Hans Albers, à Hambourg.

- Trippel, trippel, trapp (aus dem musikalischen Bühnenstück „Katharina Knie“) Aufnahme: 1959
- Mein Junge, halt' die Füße still (aus dem Film „13 alte Esel“) Aufnahme: 1959

1957/1958
- Der Mensch muß eine Heimat haben (aus dem musikalischen Bühnenstück „Katharina Knie“)
- Das Herz von St. Pauli (aus dem gleichnamigen Film) Aufnahme: 1957
- Das letzte Hemd (aus dem Film „Das Herz von St. Pauli“) Aufnahme: 1957
- Ja, das Leben (aus dem Film „Das Herz von St. Pauli“) Aufnahme: 1958
- Weine nicht (aus dem Film „Das Herz von St. Pauli“) Aufnahme: 1957

1952–1954
- La Paloma (Ein Wind weht von Süd und zieht mich hinaus auf See) Aufnahme: 1953
- Auf der Reeperbahn nachts um halb eins (aus dem gleichnamigen Film) Aufnahme: 1952
- Komm' auf die Schaukel, Luise (aus dem Film „Auf der Reeperbahn nachts um halb eins“)
- In einer Sternennacht am Hafen (aus dem Film „Auf der Reeperbahn nachts um halb eins“) Aufnahme: 1954
- Einmal noch nach Bombay (aus dem Film „Auf der Reeperbahn nachts um halb eins“) Aufnahme: 1954
- Kleine Möve, flieg nach Helgoland (aus dem Film „Auf der Reeperbahn nachts um halb eins“)
- Nimm mich mit, Kapitän, auf die Reise (aus dem Film „Käpt'n Bay-Bay“)
- O Signorina-rina-rina (aus dem Film „Käpt'n Bay-Bay“) Aufnahme: 1952
- Käpt'n Bay-Bay aus Shanghai (aus dem Film „Käpt'n Bay-Bay“) Aufnahme: 1953
- Kleine weiße Möwe (aus dem Film „Käpt'n Bay-Bay“) Aufnahme: 1952
- In jedem Hafen gib's den „Blauen Peter“ (Tango) Aufnahme: 11. Juni 1952
- In Hamburg an der Elbe (Seemanns-Choral – Lied und Marsch) Aufnahme: 11. Juni 1952

1951
- Kleine Nordseeschwalbe (mit den Geschwister Burgstaller) Aufnahme: 1951
- Kokosnüsse und Bananen (Foxlied) Aufnahme: 1951
- Kapitän hieß Jack (Marschfox) Aufnahme: 1951

1950
- Bohemien (langsamer Walzer) Aufnahme: Dezember 1950
- Föhn (Lied aus dem gleichnamigen Film) Aufnahme: Dezember 1950
- Das gibt es nur in Texas („Deep In The Heart Of Texas“ – mit Evelyn Künneke) Aufnahme: 1950
- In Arizona und Arkansas (Foxtrott – Duett mit Evelyn Künneke) Aufnahme: 1950
- Rummelplatz (Walzerlied) Aufnahme: Oktober 1950
- Sag, wie heißt du (Seemannslied und Slowfox) Aufnahme: 1950
- Ich kam aus Alabama (Oh, Susanna) (aus dem Film „Rivalen“) Aufnahme: 1950
- Der Wind und das Meer Aufnahme: 1950
- Hafenlied (Wenn ich morgen mit Dir am Hafen steh') (Beguine) Aufnahme: 1950
- Wenn du mein Schatz wärst (aus der Operette „3x Georges“)
- Ich frag' nicht, ob du Geld hast (aus der Operette „Hopsa“)
- Das Lied vom Nigger Jim (aus der Operette „Hopsa“) Aufnahme: 1950
- Das Lied vom Kolumbus (Wer war Kolumbus) (aus der Operette „Hopsa“)
- Nic ist braun wie eine Kaffeebohne (Marschfox – mit den Geschwistern Burgstaller) Aufnahme: 1950
- Fünf kleine Affen (mit dem Trio Fitzett)
- Mein Onkel hat Plantagen
- Auf der Reeperbahn nachts um halb eins (Walzerlied – rare Version) Aufnahme: Juni 1950
- La Paloma (rare Version) Aufnahme: Juni 1950

Chants de schlager avec Hans Albers chez EMI ELECTROLA
1947
- Sehnsuchtsmusik (Lied der Ferne) Aufnahme: 4. Dezember 1947
- Und über uns der Himmel (aus dem gleichnamigen Film)
- Hein Mück (aus Bremerhaven) Aufnahme: 23. April 1947
- Lied der Flüchtlinge Aufnahme: 28. Mai 1947
- Goodbye Johnny (aus dem Film „Wasser für Canitoga“) Aufnahme: 28. Mai 1947
- Zwischen Hamburg und Haiti (aus dem gleichnamigen Film) Aufnahme: 23. April 1947

1944
- La Paloma (aus dem Film „Große Freiheit Nr. 7“) Aufnahme: 19. Dezember 1944
- Beim ersten Mal, da tut's noch weh (aus dem Film „Große Freiheit Nr. 7“) Aufnahme: 19. Dezember 1944
- Auf der Reeperbahn nachts um halb eins (aus dem Film „Große Freiheit Nr. 7“)

1939
- Good bye, Jonny (aus dem Film „Wasser für Canitoga“) Aufnahme: 1939

1937
- Jawohl, meine Herr’n (aus dem Film „Der Mann, der Sherlock Holmes war“) Aufnahme: 2. Juli 1937
- Ich hab' eine kleine Philosophie (Aufnahme: 2. Juli 1937)

1936
- Unter heißem Himmel (aus dem gleichnamigen Film) Aufnahme: 15. Dezember 1936
- Auf der Reeperbahn nachts um halb eins Aufnahme: 1. April 1936
- In meinem Herzen Schatz, da ist für viele Platz (aus dem Film „Savoy-Hotel 217“) Aufnahme: 1. April 1936
- Und über uns der Himmel (aus dem gleichnamigen Film) Aufnahme: 1. April 1936

1934
- Nun muß ich fort, ade, mein Kind (aus dem Film „Peer Gynt“) Aufnahme: 13. Dezember 1934
- Ases Tod (aus dem Film „Peer Gynt“) Aufnahme: 13. Dezember 1934

1931–1933
- Mein Gorilla hat 'ne Villa im Zoo (aus dem Film „Heut kommt's darauf an“) Aufnahme: 13. Februar 1933
- Immer, wenn ich glücklich bin (aus dem Film „Heut kommt's darauf an“) Aufnahme: 13. Februar 1933
- Ich bin der Hans im Glück (aus dem Film „Heut kommt's drauf an“) Aufnahme: 9. Februar 1933
- In 24 Stunden (aus dem Film „Heut kommt's darauf an“) Aufnahme: 9. Februar 1933
- Hans im Glück (Potpourri der beliebtesten Albers-Film- und Bühnenschlager) Aufnahme: 4. März 1933
- Gnädige Frau, komm' und spiel' mit mir (aus dem Film „Quick“) Aufnahme: 11. August 1932
- Flieger, grüß' mir die Sonne (aus dem Film „F. P. 1 antwortet nicht“) Aufnahme: 7. Juli 1932
- Ganz dahinten, wo der Leuchtturm steht (aus dem Film „F. P. 1 antwortet nicht“) Aufnahme: 7. Juli 1932
- Ich kam aus Alabama [Oh, Susanna] (aus dem Film „Rivalen“) Aufnahme: 13. Februar 1932
- Hoppla, jetzt komm' ich (Erfolgssong aus dem Film „Der Sieger“) Aufnahme: 9. Februar 1932
- Komm' auf die Schaukel, Luise (aus dem Bühnenstück „Liliom“) Aufnahme: 9. Februar 1932
- Das ist die Liebe der Matrosen (aus dem Film „Bomben auf Monte Carlo“)
- In Hamburg an der Elbe (Seemanns-Choral)
- Kind, du brauchst nicht weinen (aus dem Film „Der Draufgänger“) Aufnahme: 23. November 1931
- Ich will Sie küssen, wenn Sie es verlangen
- Hamburger Kedelklopper (nach der Melodie „Der Stiefelputzer“)

### Plus grands succès comme chanteur
- 1932 – Hoppla, jetzt komm’ ich
- 1932 – Flieger, grüß’ mir die Sonne
- 1936 – Auf der Reeperbahn nachts um halb eins
- 1938 – Good-bye Johnny
- 1944/45 – Der Wind und das Meer
- 1944/45 – La Paloma
- 1952 – Nimm mich mit, Kapitän, auf die Reise